# Eatonton
Eatonton – miasto w Stanach Zjednoczonych, w stanie Georgia, siedziba administracyjna hrabstwa Putnam.